# Daffnerwaldalm
Die Daffnerwaldalm ist eine Alm in der Gemeinde Nußdorf am Inn.
Die Almhütten Siglhütte, Donelhütte, Höhensteigerhütte und Bleierhütte auf der Daffnerwaldalm stehen unter Denkmalschutz und sind unter der Nummer D-1-87-156-73 in die Bayerische Denkmalliste eingetragen.

## Baubeschreibung
Die Bleierhütte ist das nordöstlichste Gebäude der Alm. Die Hütte ist ein eingeschossiger, verputzter Massivbau mit Satteldach und ist mit dem Jahr 1856 bezeichnet.
Die Siglhütte befindet sich östlich der Deindlhütte und ist ein eingeschossiger Flachsatteldachbau aus unverputztem Bruchsteinmauerwerk, der wohl 1774 errichtet wurde. Das Dach ist mit der Jahreszahl 1900 bezeichnet.
Die Donelhütte ist die mittlere der drei Hütten auf der Westseite. Sie ist ein eingeschossiger, verputzter Massivbau mit Flachsatteldach. Im Kern stammt das Gebäude vermutlich von 1849, umfangreiche Umbauten mit Dacherneuerung sind mit dem Jahr 1988 bezeichnet.
Die Höhensteigerhütte befindet sich gegenüber von Donelhütte und Laglerhütte und ist ein eingeschossiger Flachsatteldachbau, der mit dem Jahr 1855 bezeichnet ist.
Weitere Gebäude sind die Deindlhütte im Nordwesten, die Laglerhütteim Südwesten sowie ein Stadl in einer Senke östlich der Laglerhütte.

## Heutige Nutzung
Die Daffnerwaldalm wird landwirtschaftlich genutzt, Deindl- und Laglerhütte sind bewirtet.

## Lage
Die Daffnerwaldalm befindet sich südöstlich von Nußdorf am Heuberg auf einer Höhe von etwa 1050 m ü. NHN.